# Józef Komenda (wojskowy)
Józef Komenda (ur. 25 sierpnia 1894 w Jarosławiu, zm. wiosną 1940 w Charkowie) – major piechoty Wojska Polskiego, działacz niepodległościowy.

## Życiorys
Urodził się 25 sierpnia 1894 w Jarosławiu, w rodzinie Feliksa i Teresy z Hynowskich. Przed I wojną światową działał w Polskim Towarzystwie Gimnastycznym „Sokół”.
W sierpniu 1914 wstąpił do Legionów Polskich. Walczył w szeregach 15 kompanii IV batalionu 2 pułku piechoty. Został ranny. Następnie wykazany w etacie 3 pułku piechoty. Po październiku 1915 wykazany 2 baterii 1 pułku artylerii. Wiosną 1917 odnotowany we wniosku komendy 1 pułku artylerii o odznaczenie austriackim Krzyżem Wojskowym Karola.
W czasie wojny z Ukraińcami walczył w szeregach detaszowanego IV batalionu 5 pułku piechoty Legionów. Wyróżnił się w wypadzie na Czartowską Skałę (w nocy z 14 na 15 kwietnia 1919) oraz w walce pod Romanowem (24 maja 1919), w której został ciężko ranny w prawe kolano, a w następstwie został inwalidą wojennym. 16 maja 1925 pułkownik Stanisław Skwarczyński sporządził wniosek na odznaczenie porucznika Józefa Komendy orderem „Virtuti Militari” za opisane wyżej czyny bojowe. Wniosek nie został pozytywnie rozpatrzony. 18 marca 1919 jako podoficer byłych Legionów Polskich służący w 5 pp Leg. został mianowany z dniem 1 marca 1919 podporucznikiem piechoty. 28 lutego 1921 został zatwierdzony z dniem 1 kwietnia 1920 w stopniu porucznika, w piechocie, w grupie oficerów byłych Legionów Polskich.
Po zakończeniu działań wojennych pozostał w wojsku jako oficer zawodowy i kontynuował służbę w 5 pułku piechoty Legionów w garnizonie Wilno. 3 maja 1922 został zweryfikowany w stopniu porucznika ze starszeństwem od 1 czerwca 1919 i 1091. lokatą w korpusie oficerów piechoty. 3 maja 1926 prezydent RP nadał mu stopień kapitana ze starszeństwem z dnia 1 lipca 1925 i 120. lokatą w korpusie oficerów piechoty. 
W ramach osadnictwa wojskowego otrzymał działkę w kolonii Dziadkowicze nad Szczarą, w gminie Byteń powiatu słonimskiego (między wsiami Pogórze i Uhły).
W kwietniu 1927 został przydzielony z 5 pp Leg. do Biura Personalnego Ministerstwa Spraw Wojskowych w Warszawie na stanowisko referenta. 23 grudnia 1927 został przeniesiony z 5 pp Leg. do kadry oficerów piechoty z pozostawieniem na dotychczas zajmowanym stanowisku w Biurze Personalnym MSWojsk. W lipcu 1929 został przeniesiony służbowo do Komendy Placu Warszawa (później Komenda Garnizonu i Placu m. st. Warszawy) na stanowisko referenta. W marcu 1931 został przeniesiony do Wydziału Wojskowego Komisariatu Generalnego RP w Wolnym Mieście Gdańsku na stanowisko dowódcy oddziału wartowniczego składów tranzytowych na Westerplatte. W grudniu 1932 ogłoszono jego przeniesienie do 30 pułku piechoty w Warszawie. Na stopień majora został mianowany ze starszeństwem z 1 stycznia 1936 i 48. lokatą w korpusie oficerów piechoty. W tym samym roku został przeniesiony do 36 pułku piechoty w stolicy. Później dowodził batalionem Obrony Narodowej. W marcu 1939 pełnił służbę w Biurze Personalnym MSWojsk. na stanowisku kierownika referatu 1 piechoty Wydziału II Oficerów Służby Stałej.
W czasie kampanii wrześniowej 1939 dostał się do sowieckiej niewoli i został osadzony w Starobielsku. Wiosną 1940 został zamordowany przez funkcjonariuszy NKWD w Charkowie i pogrzebany w Piatichatkach. Od 17 czerwca 2000 spoczywa na Cmentarzu Ofiar Totalitaryzmu w Charkowie. Figuruje na tzw. liście Gajdideja (poz. 1416).
5 października 2007 minister obrony narodowej Aleksander Szczygło mianował go pośmiertnie na stopień podpułkownika. Awans został ogłoszony 9 listopada 2007, w Warszawie, w trakcie uroczystości „Katyń Pamiętamy – Uczcijmy Pamięć Bohaterów”.

## Ordery i odznaczenia
- Krzyż Niepodległości – 16 września 1931 „za pracę w dziele odzyskania niepodległości”[34][4][35]
- Krzyż Walecznych trzykrotnie[28]
- Złoty Krzyż Zasługi – 1938 „za zasługi na polu pracy społecznej”[36][28]
- Srebrny Krzyż Zasługi – 1929 „za zasługi na polu przysposobienia wojskowego i wychowania fizycznego”[37][28]
- Medal Pamiątkowy za Wojnę 1918–1921[2]
- Medal Dziesięciolecia Odzyskanej Niepodległości[2]